# بيني هنت
بيني هنت (بالإنجليزية: Penny Hunt) هي عداءة سريعة نيوزيلندية، ولدت في 18 يناير 1948 في تيمارو ‏ في نيوزيلندا.

## وصلات خارجية
- بيني هنت على موقع أوليمبيديا (الإنجليزية)